# Anna-Lisa Bäckman
Anna-Lisa Bäckman, född Westerberg 5 december 1941 i Vasa, Österbotten, Finland, är en sverigefinlandssvensk journalist, författare och dramatiker.
Bäckman kom till Sverige 1950, där hon avlade studentexamen 1961 och utexaminerades från Journalistinstitutet i Stockholm 1964. Hon anställdes vid Stockholms stads barnavårdsnämnd 1962, vid Vaxholms Tidning 1963, vid Förenade Landsortstidningar 1964–1965 samt var reporter och kåsör vid Dagens Nyheter 1965–1997. Hon är verksam inom kvinnorörelsen sedan början av 1970-talet och medverkade 1971 i inspelningen av LP-skivan Sånger om kvinnor.

## Pjäser
- 1992 - Molnets dotter, dramatisering av romanen
- 1986 - Roslagsnatt, radiopjäs
- 1985 - Resan till Kungarike, pjäs baserad på romanen
- 1978 - Rosa Luxemburg är inte död, radiopjäs